# Carl Adolf Georg Lauterbach
Carl Adolf Georg Lauterbach  (Breslau, 1864 — Stabelwitz, Breslau,  1937) foi um botânico alemão .
Capacitado em economia agrária, foi proprietário de uma granja en Stabelwitz, e realizou extensas expedições para Nova Guiné. De 1899 a 1905 assumiu a direção da "Companhia Alemão da Nova Guiné".
Na obra ‘Beiträge zur Flora yon Papuasien’ publicada em "Engl. Bot. Jahrb. (1912 →)", colaborou com alguns artigos. Foi também autor de muitos artigos sobre a flora de Nova Guiné.

## AlguMas publicações
- Lauterbach, CAG. 1891. ‘Eine Expedition zur Erforschung des Hinterlandes des Astrolabe Bai’ (Nachr. Kais. Wilh. Land 7, 1891, p. 31-62).
- ----. 1898. ‘Die geographischen Ergebnisse der Kaiser Wilhelmsland Expedition’. Zeitschr. Ges. Erdk. Berl. 33, p. 141-177 + 2 mapas
- ----. 1911. ‘Neuere Ergebnisse der pflanzengeograph ische Erforschung Neu-Guineas’. Engl. Bot. Jahrb. 45, Beibl. 103, p. 22-27, w. mapa
- ----. 1928. ‘Die Pflanzenformationen einiger Gebiete Nordost-Neu Guineas and des Bismarck Archipels’ I-IV. Engl. Bot. Jahrb. 62, 1928, p. 284-304, 452-501, 550-569; l.c. 63, p. 1-28, 419-476

## Homenagens
Várias espécies e o gênero  Lauterbachia Perkins foram nomeados em sua honra.